# ホルヘ・バルダーノ
ホルヘ・アルベルト・フランシスコ・バルダーノ・カステジャーノス（Jorge Alberto Francisco Valdano Castellanos、1955年10月4日 - ）は、アルゼンチン・サンタフェ州ラス・パレハス出身の元サッカー選手、現サッカー指導者、解説者。現役時代のポジションはフォワード。元アルゼンチン代表。
アルゼンチンが1986 FIFAワールドカップで優勝した時のストライカー。大柄な体躯を生かした得点能力だけでなく、エースのディエゴ・マラドーナを生かすための献身的な動き、守備意識の高さでチームに欠かすことのできない存在であった。引退後は指導者や、スポーツディレクター、レアル・マドリードの副会長などを歴任。

## 経歴

### 選手時代
ニューウェルズ・オールドボーイズでプロデビューを飾り、1975年にスペインリーグ2部のアラベスへ移籍。1979年には1部のレアル・サラゴサへと移籍し通算143試合に出場し46得点を記録するなどチームのレギュラーとして活躍すると、1984年にはレアル・マドリードへ移籍。バルダーノは1984-85シーズンは17得点を挙げると、翌シーズンも16得点を記録。1987年に現役を退くまでスペインでプレーを続け、エミリオ・ブトラゲーニョ、ウーゴ・サンチェス、ミチェルらと共に、レアル･マドリードのリーグ優勝 (1985-86, 1986-87) やUEFAカップ優勝 (1984-85, 1985-86) に貢献した。
アルゼンチン代表としては1975年に開催されたコパ・アメリカ1975の代表メンバーに選ばれ、同年8月6日に行われたグループリーグのブラジル代表戦に出場した。

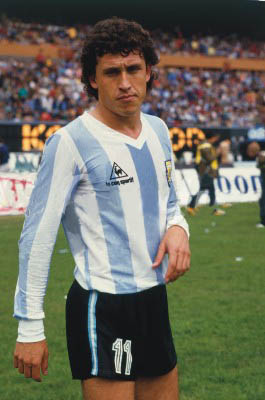
アルゼンチン代表でのバルダーノ（1985年）

1982年にスペインで開催された1982 FIFAワールドカップ、1986年にメキシコで開催された1986 FIFAワールドカップと2大会連続で代表メンバーに選出された。メキシコ大会では中盤のホルヘ・ブルチャガと共にエースのディエゴ・マラドーナをサポートし、グループリーグ初戦の韓国代表戦で2得点を挙げると、ブルガリア代表戦、決勝の西ドイツ代表戦でそれぞれ1得点ずつの通算4得点を記録。全7試合にフル出場し優勝に貢献した。
1988年に肝炎を患ったことで現役を引退。1990年、アルゼンチン代表監督のカルロス・ビラルドの意向により現役復帰し、代表に合流すると国際親善試合2試合に出場したが、同年に開催された1990 FIFAワールドカップの最終登録メンバーからは落選し、3度目のワールドカップ出場は逃した。

### 引退後
現役引退後は指導者に転じ、1988年にレアル・マドリード・カスティージャの監督を経て、1991年にCDテネリフェの監督に就任。チームを初のUEFAカップ出場に導いた。1994年にはレアル･マドリードの監督に就任。ラウル・ゴンサレスの才能を見抜きトップチームにデビューさせ、1994-95シーズンにリーガ優勝を果たすと同時に、ヨハン・クライフの率いるFCバルセロナの連続優勝を阻止した。
バレンシアCFで監督を務めた後、2000年7月にレアル・マドリードの会長に就任したフロレンティーノ・ペレスに招かれて、同クラブのスポーツディレクターに就任。ルイス・フィーゴやジネディーヌ・ジダン、ロナウドの獲得に成功しチームを世界一のスター軍団へと変貌させた。しかしリーグ優勝を果たしたにも関わらず対立のあったビセンテ・デル・ボスケ監督や主将フェルナンド・イエロを切ることで後の不振も招き、2004年6月に責任をとる形で辞任した。
2006年3月には、プロモーション活動のため、訪れていたメキシコでヘリコプターの墜落事故に遭い、重傷を負った。2009年6月には盟友であるペレス元会長が、レアル・マドリード会長選挙に再選すると、副会長兼ゼネラルディレクターに就任。しかし2011年5月25日、前年より監督に就任したジョゼ・モウリーニョら現場のコーチングスタッフと、移籍戦略や現場干渉、在籍選手に対する姿勢などで見解に大きく隔たりができたことを理由に、ゼネラルディレクターを解任された。
その後は、レアル・マドリードのご意見番としてエル・パイス紙での執筆活動や解説者業を行っている。

## 個人成績

### 代表での成績
出典
| アルゼンチン代表 | 国際Aマッチ | 国際Aマッチ |
| 年               | 出場        | 得点        |
| ---------------- | ----------- | ----------- |
| 1975             | 2           | 2           |
| 1976             | 0           | 0           |
| 1977             | 0           | 0           |
| 1978             | 0           | 0           |
| 1979             | 0           | 0           |
| 1980             | 0           | 0           |
| 1981             | 0           | 0           |
| 1982             | 5           | 0           |
| 1983             | 0           | 0           |
| 1984             | 0           | 0           |
| 1985             | 5           | 1           |
| 1986             | 8           | 4           |
| 1987             | 1           | 0           |
| 1988             | 0           | 0           |
| 1989             | 0           | 0           |
| 1990             | 2           | 0           |
| 通算             | 23          | 7           |

## 獲得タイトル

### 選手時代

#### クラブ
ニューウェルズ・オールドボーイズ
- プリメーラ・ディビシオン : 1974

レアル・マドリード
- プリメーラ・ディビシオン : 1985-86, 1986-87
- コパ・デ・ラ・リーガ : 1985
- UEFAカップ : 1984-85, 1985-86

#### 代表
アルゼンチン
- FIFAワールドカップ : 1986

### 指導者時代
レアル・マドリード
- プリメーラ・ディビシオン : 1994-95